# Pierre Rosenstiehl
Pierre Rosenstiehl (1933 – 28 de outubro de 2020) foi um matemático francês, reconhecido por seu trabalho em teoria dos grafos, grafos planares e traçado de grafos.
O critério de planaridade de Fraysseix–Rosenstiehl é a origem do algoritmo de planaridade esquerda-direita implementado no programa Pigale, considerado o mais rápido algoritmo de teste de planaridade implementado.
Rosenstiehl foi directeur d’études da École des hautes études en sciences sociales em Paris, antes de aposentar-se. É co-editor in chief do European Journal of Combinatorics. Rosenstiehl, Giuseppe Di Battista, Peter Eades e Roberto Tamassia organizaram em 1992 em Marino (Itália) uma conferência devotada ao traçado de grafos, que iniciou uma série de conferências internacionais, os International Symposium on Graph Drawing.
Foi membro do grupo literário francês Oulipo de 1992 até a sua morte. Foi casado com a escritora e ilustradora francesa Agnès Rosenstiehl.
Morreu em 28 de outubro de 2020, aos 87 anos.